# Roffelhörner
Le Roffelhörner ou Cima di Roffel est un sommet des Alpes valaisannes, à la frontière entre l'Italie et la Suisse. Il culmine entre 3 361 et 3 563 mètres d'altitude.

## Géographie
Le Roffelhörner se situe au fond du Saastal, sur sa rive gauche au sud-ouest du lac de Mattmark. Au sud du sommet se trouve le val Anzasca.